# Confraria
Confraria, irmandade ou fraternidade é um grupo de pessoas que se associa em torno de interesses ou objetivos comuns, seja o mesmo ofício, a mesma profissão, modo de vida ou religiosos ou espirituais. O termo surgiu na Idade Média, referindo-se a associações religiosas ou laicas, que se reuniam com dupla finalidade — espiritual e assistencial. Hoje é comum o uso do termo confraria para associações de pessoas com interesses comuns, como as confrarias gastronômicas, do vinho ou da cerveja ou ainda outros objetivos.
A palavra confraria vem da junção dos termos em latim "com", que quer dizer “junto”, mais “frater”, que quer dizer “irmão”. Por fim, o termo pode ser definido como irmandade, uma associação de pessoas ligadas por um interesse ou característica comum, podendo, inclusive, ser uma associação de indivíduos que exercem a mesma profissão.
Confrade/confreira, correligionário/correligionária, ou simplesmente irmão/irmã são os vocábulos utilizados para se referir aos membros de uma confraria de qualquer religião ou política.

## Confrarias religiosas
As confrarias cristãs consistem em grupos de leigos que se associam voluntariamente para promover trabalhos de caridade ou piedade. Estas associações religiosas são mais comuns entre os católicos romanos, luteranos, anglicanos e ortodoxos ocidentais. No Brasil, as confrarias de negros originárias do Brasil Colônia estão na origem do sincretismo religioso dos cultos afro-brasileiros como o candomblé.
Estas organizações estão na base do islã. Ao entrar para a religião islâmica, o fiel agrega-se a outros para fortalecer a sua fé e os vínculos religiosos, traduzido em apoio e compromisso mútuo.

## Confrarias laicas
As confrarias laicas ou corporativas eram associações que tinham como finalidade a assistência mútua dos associados e a defesa dos interesses comuns, a assistência em caso de pobreza, doença e velhice, bem como o sepultamento e sufrágio das almas dos confrades.